# Bangui
Bangui o Bangî (pronuncia francese: [bɑ̃ɡi]  e italiana: banghì) è la capitale della Repubblica Centrafricana e la sua più grande città, con una popolazione stimata di 790 000 abitanti nel 2014.

## Geografia

### Territorio
Bangui sorge nella parte sudoccidentale del paese sulla riva settentrionale del fiume Ubangi, a valle di una serie di rapide che ne limitano la navigazione commerciale più a monte. È l'unica città di dimensioni significative lungo il corso del fiume; di fronte a Bangui, sulla riva opposta si trova la cittadina congolese di Zongo.
Il territorio comunale si estende su una superficie di 67 chilometri quadrati ed è circondato da una fitta foresta tropicale che si estende sulle rive del fiume. Molti dei quartieri di Bangui sono sotto al livello del letto del fiume e per questo sono soggetti a ricorrenti inondazioni soprattutto durante la stagione delle piogge quando la portata del fiume triplica. Nel giugno e luglio 2009 le piogge hanno lasciato 11 000 persone senza tetto, le inondazioni del 2019 hanno distrutto oltre 4 000 abitazioni .

### Clima
La Repubblica Centrafricana è situata appena a nord dell'equatore e di conseguenza per tutto l'anno le temperature raramente scendono sotto i 30° Celsius. 
Bangui, essendo nel sud del paese, e quindi più vicina all'equatore, è leggermente più calda e più umida rispetto alle regioni settentrionali del paese. Ha un clima tipico della savana tropicale, caratterizzato da inverni secchi. 
La stagione secca dura dal 21 gennaio al 21 marzo, la stagione umida dal 21 giugno al 21 agosto. Le precipitazioni si verificano dal 21 giugno al 21 agosto, durante la stagione umida con frequenti temporali. Anche durante la stagione calda vengono registrate precipitazioni. L'umidità varia normalmente da un minimo del 31% ad un massimo del 99%, e non scende mai comunque al di sotto del 13%. La velocità del vento varia da 0 (condizione di calma) a 10 mph (brezza leggera), la velocità massima del vento registrata è 7 mph, mentre la più bassa è 2 mph.

## Origini del nome
Fondata nel 1889 come avamposto francese, il nome deriva dalla sua posizione sulla riva settentrionale del fiume Ubangi (in francese Oubangui); il nome del fiume, a sua volta, deriva dal termine bobangi che definisce le rapide situate fuori dall'insediamento che definiscono il termine della navigabilità del fiume a nord di Brazzaville.

## Storia
Studi archeologici a Bangui e nelle aree limitrofe hanno rivelato almeno 26 siti risalenti all'età del ferro, contenenti molti utensili e oggetti di metallo, grazie ai quali si è potuto far luce sulla storia pre-europea della città e della zona circostante. L'insieme dei siti archeologici è stato inserito nell'aprile del 2006 nella cosiddetta tentative list dei siti candidati per l'inclusione nel Patrimonio dell'umanità dell'UNESCO. 
Il sito più vicino a Bangui è Pendere-Sengue, a 800 metri dalla moderna Independence Avenue, dove gli archeologi hanno effettuato studi. È un sito paleo-metallurgico, dove, oltre a diverse migliaia di cocci di ceramica, sono stati rinvenuti utensili in ferro e ceramica e una spatola di ferro dal peso di 9 kg. Gli affioramenti di oggetti in ferro si distribuiscono lungo 200 metri sul letto di un torrente. La datazione del sito archeologico, rispetto a siti simili in Nigeria e Sudan, potrebbe essere più vicina al IX secolo a.C.
Bangui è stata fondata nel 1889 in quella che fu la colonia francese di Haut-Oubangui, più tardi chiamata Ubangi-Chari, e fece parte dell'Africa Equatoriale Francese. La città è cresciuta a causa della sua vicinanza a una postazione militare francese situata sul fiume. Bangui è servita come centro amministrativo in epoca coloniale e continua ad essere il centro amministrativo della Repubblica Centrafricana. I francesi installarono una stazione radio a Bangui, che venne descritta nel 1932 come "la stazione radio più remota in Africa". 
Nel 1970 il presidente Jean-Bédel Bokassa istituì l'Università di Bangui, nel 1971 fondò la compagnia aerea nazionale, Air Centrafrique, e ordinò la costruzione di due nuovi hotel di lusso in città. Con l'aumentare delle tensioni fra Bangui e Parigi a causa delle spese incontrollabili di Bokassa, le banche occidentali rifiutarono di prestargli altri soldi. I rapporti con i francesi peggiorarono ulteriormente nell'aprile 1974, quando il corpo di Brigette Miroux fu scoperto in una camera d'albergo a Bangui. I giornali francesi riportarono che la donna era stata l'amante di Bokassa e che quest'ultimo era responsabile del suo omicidio. Come risultato, Bokassa vietò le importazioni di giornali francesi e assunse il controllo della sede dell'agenzia di stampa francese Agence France-Presse, situata a Bangui.
Nel 1975, Bangui aveva una popolazione di 300 723 abitanti. Nel marzo del 1981, in seguito alle elezioni, la città vide lo scatenarsi della violenza, soprattutto in seguito all'Operazione Caban, che portò i francesi a far cadere Bokassa (che si era auto-incoronato imperatore Bokassa I), e a sostituirlo con David Dacko. Gli oppositori del presidente si incontrarono a Bangui e furono costretti a fuggire dal paese. Bokassa andò sotto processo, ma tornò volontariamente a Bangui, nell'autunno del 1986. Inizialmente condannato a morte, l'ex presidente ottenne la commutazione della pena in ergastolo nel febbraio 1988. Il suo successore, il generale André Kolingba, capo di stato maggiore dell'esercito di Decko, assunse il controllo dell'esercito il 1º settembre 1981 sotto il pretesto che il paese si stava dirigendo verso la guerra civile. Sebbene Kolingba stesse tentando di combattere la corruzione e di migliorare la condizione economiche del paese, non riuscì ad attuare le riforme. Nella metà del 1980 la situazione economica del paese si deteriorò. L'80% del fatturato veniva utilizzato per pagare gli stipendi al personale. Anche il tentativo di generare reddito attraverso il prelievo fiscale sui diamanti si rivelò controproducente. Nel 1986, seguendo le orme dei presidenti precedenti anche Kolingba si dichiarò "capo della nazione". Tuttavia, sotto la pressione della Francia e di altri paesi occidentali, Kolingba, restaurò la democrazia nel 1991 con un governo multipartitico, anche se le elezioni si tennero solo tre anni più tardi, nell'agosto 1994. Dopo le elezioni Ange-Félix Patassé venne eletto alla carica di presidente. Dal momento che proveniva dal nord della Repubblica, i sostenitori meridionali di Kolingba iniziarono una ribellione nel 1996. 
Nel maggio 1996, circa 200 soldati della Repubblica Centrafricana si ammutinarono a Bangui, chiedendo aumenti salariali e le dimissioni di Ange-Félix Patassé. In seguito, i rinnegati depredarono e uccisero più di 50 persone. Le truppe francesi di stanza nel paese soppressero la ribellione e restaurarono il potere dittatoriale. Dopo essere stato eletto, il presidente Patassé annunciò la creazione di un governo di unità nazionale all'inizio del 1997. Il governo di Patassé, i partiti di opposizione e gruppi religiosi firmarono gli accordi di Bangui nel gennaio 1997, considerati "una serie di misure volte a conciliare concorrenti fazioni politiche, per effettuare le riforme e rafforzare l'economia. Nello stesso anno, le truppe ribelli rifiutarono una base militare a Bangui e nel mese di giugno scoppiò una nuova rivolta. 
A causa delle frequenti agitazioni politiche Bangui fu nominata nel 1996 una delle città più pericolose al mondo. Il 25 ottobre 2002, diverse città del paese compresa Bangui sono state attaccate dalle forze del generale François Bozizé, forti del sostegno internazionale. Bozizé "ha rifiutato di accettare un mandato di arresto ed ha disertato con un centinaio di soldati, impegnati in battaglie di strada nei quartieri settentrionali di Bangui (tradizionalmente fedeli a Patassé), e si è trasferito al nord del paese." Bozizé andò temporaneamente in esilio in Ciad, ma tornò presto a Bangui per continuare la lotta affiancato dalle sue truppe. Potasse venne completamente isolato e le poche forze favorevoli al mantenimento della pace furono inefficaci. Le truppe di Bozizé riuscirono a rovesciare il governo di Patassé con il supporto del Ciad. Mentre tornava dal Niger dopo aver partecipato a una conferenza, Patassé non poté atterrare a Bangui e dovette chiedere asilo in Togo. Bozizé, dopo aver preso il potere, sospese la Costituzione e formò un governo di transizione composto da tutti i partiti, che funzionava come un organo legislativo provvisorio. Tuttavia, il clima di sfiducia continuò e alla fine del 2012 la coalizione Seleka si ribellò contro il governo autocratico ed entrò in città. Dopo la cattura di Bria, Sibut e altre città importanti, i ribelli erano sul punto di prendere Damara, ovvero l'ultima città strategica prima di Bangui. Francia e Stati Uniti rifiutarono di sostenere il presidente e rafforzarono la Forza multinazionale dell'Africa Centrale (Fomac). Nel gennaio 2013 i ribelli cessarono le ostilità, sperando in una soluzione negoziata. A seguito di un cessate il fuoco e un accordo di condivisione del potere, Seleka e Bozizé decisero di onorare le richieste dei ribelli, ovvero la liberazione dei prigionieri ribelli e l'espulsione delle truppe straniere dal Paese. L'accordo permise a Bozizé di completare il suo mandato e di includere i membri della Seleka in un nuovo governo. Nuove elezioni erano in programma nel 2016 ma l'accordo non venne onorato e i ribelli furono catturati a Bangui il 23 marzo 2013, costringendo Bozizé a fuggire dalla capitale.

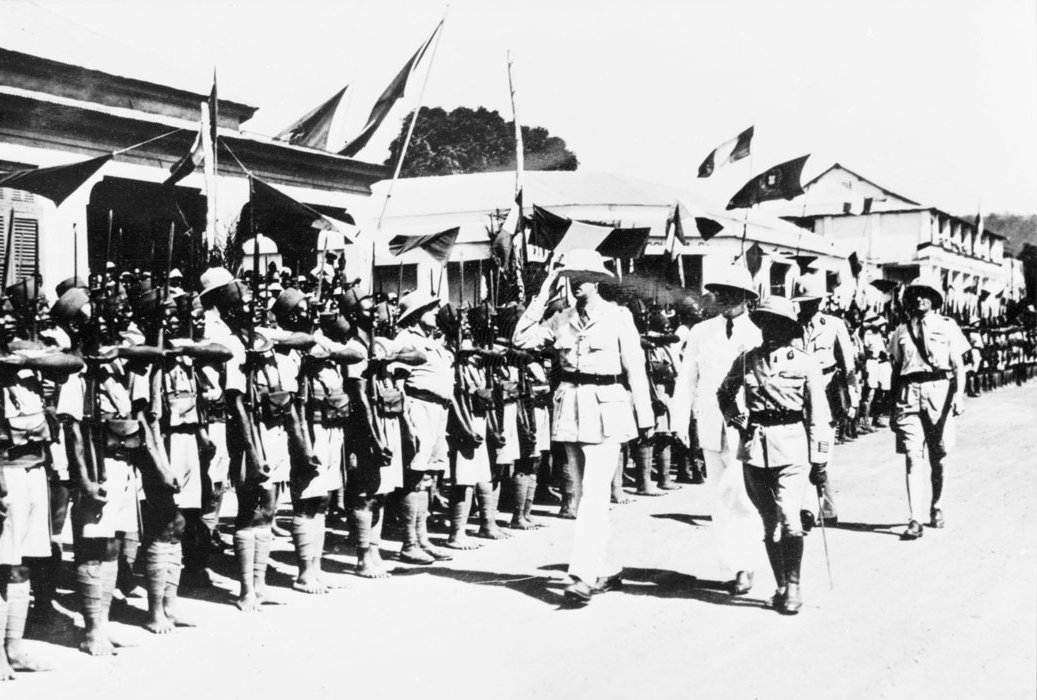

## Monumenti e luoghi d'interesse
Essendo la capitale della Repubblica Centrafricana, Bangui funge da centro commerciale ed amministrativo, qui hanno sede l'Assemblea Nazionale, gli edifici governativi, le banche, le imprese straniere, le ambasciate, gli ospedali, molti alberghi, grandi mercati e la prigione centrale di Ngaragba.
Nel 1970 la città era conosciuta anche come La Coquette (bella città). Il centro della città si trova vicino al fiume e comprende un ampio arco di trionfo dedicato a Bokassa, il Palazzo Presidenziale e il mercato centrale. Situato 5 km più a nord, nel cuore della zona residenziale, ha sede il più grande mercato intorno al quale si svolge la maggior parte della vita notturna. Nel quartiere noto come New Ikoyi si trova una significativa colonia di nigeriani espatriati. Molte persone vivono nella periferia di Bangui in case conosciute come Kodros, costruite con mattoni di fango e con il tetto di paglia. 
A Bangui si trova l'anomalia magnetica di Bangui, una delle più grandi anomalie magnetiche della crosta terrestre che ha il suo centro proprio sulla città. L'anomalia è a forma di ellisse, con dimensioni di 700 chilometri x 1 000 chilometri con il punto centrale a 6 gradi nord e 18 gradi est. È formata da tre parti o segmenti, che comprendono le anomalie del nord, del sud e centrali. L'equatore magnetico passa attraverso il centro di questa anomalia. Si tratta di una caratteristica magnetica molto ben documentata ma la ragione della sua formazione non è ancora del tutto chiara.
La vecchia città di Bangui ha mantenuto un design coloniale con ampi viali orientati verso la piazza del mercato centrale. Le principali attrazioni di Bangui sono: il Museo Boganda, lo Zoo di Bangui, e il Palazzo Presidenziale, già Palazzo Bokassa. La cattedrale di Notre-Dame a Bangui è la sede dell'arcidiocesi cattolica di Bangui. Il Museo Boganda, noto anche come il Musée de Boganda, contiene collezioni dedicate agli strumenti musicali tradizionali, armi da guerra, elementi architettonici dei villaggi, strumenti utilizzati per la caccia, ceramiche, e anche una collezione di oggetti d'antiquariato religiosi. Ha inoltre una buona collezione di tessuto fatto con la corteccia, materiale utilizzato per ricoprire il letto dell'imperatore Bokassa.
Anche se è stata teatro di intense lotte politiche, la città è conosciuta per la sua "vivace vita notturna e una diversa cultura musicale ". Bangui ha diversi alberghi, tutti piccoli per gli standard dei paesi più ricchi. Il Ledger Plaza Bangui, nella periferia dovrebbe essere un hotel a cinque stelle, e dispone di una piscina all'aperto e di un campo da tennis. Il National Hotel è stato fondato nel 1970 e dispone di 30 camere. Degna di nota sono anche il Golf Palace Hotel, l'Hotel du Centre con 72 camere, il JM Residence, il Oubangui hotel, fondato nel 1985, e l'Hotel Somba, che dispone di 23 camere.
Oltre ai luoghi di interesse all'interno della città di Bangui, alcuni siti importanti nel raggio di 100 chilometri sono: il Chutse de Baali cascata di circa 25 metri che si sviluppa su 250 metri di lunghezza, che si anima solo durante la stagione delle piogge; il Lac des crocodiles (lago dei coccodrilli) dove gli abitanti attirano i coccodrilli a riva utilizzando carne di pollo, Berengo sull'Autostrada Nazionale 8, a circa 80 chilometri da Bangui, il luogo di ritiro di Bokassa, che comprende il suo palazzo, una sua enorme statua, e anche la sua tomba, e Babangi, che contiene la tomba commemorativa dell'eroe di movimento per l'indipendenza del paese, Barthélemy Boganda. Boganda e Bokassa sono entrambi nati in Repubblica Centrafricana. Il trono di Bokassa è stato descritto come un "enorme seggio dell'incoronazione, modellato con l'immagine di un'aquila rampante e ricoperto con oro ventiquattro carati." La statua è ora arrugginita e viene tenuta nel seminterrato di uno stadio abbandonato.

## Società
La maggior parte della popolazione della Repubblica Centrafricana vive nella parte occidentale del paese, a Bangui e nell'area circostante. La città forma un comune autonomo circondato dalla prefettura di Ombella-M'Poko. 

### Religione
Non esiste una religione di Stato nel paese. I gruppi religiosi nel centro urbano di Bangui sono, in ordine di grandezza, i cristiani che formano la maggioranza (con cattolici e protestanti in parità di numero), gli animisti, che seguono antiche credenze, e i musulmani. L'Islam è l'ultima, nell'ordine, tra le credenze religiose di Bangui, con un seguito di circa 20 000 fedeli.
La chiesa principale di Bangui è la Cattedrale di Notre-Dame, dedicata all'Immacolata Concezione, chiesa principale dell'arcidiocesi cattolica di Bangui. Papa Giovanni Paolo II visitò Bangui nell'agosto 1985. Il defunto presidente Bokassa si era convertito all'Islam a causa delle pressioni politiche operate dall'allora presidente libico Gheddafi. Egli assunse per breve tempo il nome musulmano di Sala Eddine Ahmed Bou Kassa, ma dopo aver abbandonato quella religione volle costruire una cattedrale a Bangui. Le chiese di Fatima e di Notre Dame d'Afrique si trovano a 5 km da Bangui.
Il 29 novembre 2015 papa Francesco, in occasione del suo viaggio apostolico in Africa, apre la porta santa della cattedrale di Bangui, segnando così l'inizio del Giubileo straordinario della misericordia.

### Salute pubblica
Il principale ospedale si trova nella parte orientale della città. Esistono moderne strutture sanitarie solo a Bangui, anche se a causa della povertà le cure fornite sono minime. Le persone più ricche di Bangui si curano nelle cliniche private. Il rischio di contrarre l'AIDS in città è alto: i molti camionisti che si fermano in città in cerca di prestazioni sessuali rappresentano il rischio maggiore per la diffusione della malattia in altre parti del paese. Il rischio di contrarre la malaria a Bangui e nei campi pigmei è molto più alto che nel resto del Paese. Una conferenza di funzionari della sanità pubblica tra cui i rappresentanti dei Centers for Disease Control (CDC) e dell'Organizzazione Mondiale della Sanità (OMS) si tenne a Bangui nell'ottobre 1985. La conferenza produsse una definizione diagnostica di AIDS, conosciuta come "la definizione Bangui per l'AIDS". La conferenza ha definito i sintomi dell'AIDS come "febbre prolungata per un mese o più, perdita di peso di oltre il 10% e diarrea prolungata". La definizione Bangui si è successivamente dimostrata problematica, in quanto la soppressione immunitaria può anche essere causata da malnutrizione.

## Cultura

### Istruzione
Il sistema francese di educazione è il più usato e il francese è la lingua di insegnamento. Tuttavia nelle scuole viene promossa anche la lingua Sango. Una percentuale considerevole della popolazione è alfabetizzata. L'istruzione è obbligatoria per i bambini nella fascia di età da 6 a 14. Bangui è sede dell'Università di Bangui, fondata nel 1969 dal presidente Jean-Bédel Bokassa dal quale prende il nome, che ha cominciato a funzionare nel 1970. Le altre istituzioni educative sono la Scuola Nazionale delle Arti e la Scuola Centrale di Agraria, oltre a molte scuole religiose e tecniche. Dal 1981, è stata istituita la Biblioteca Universitaria, situata in un edificio che ospita volumi sulla scienza, la letteratura e la legge. La scuola di medicina dell'università ha la sua biblioteca. Il complesso Palais des Sports Université è il più grande complesso sportivo della città. È stata istituita un'altra scuola in lingua francese nella parte orientale della città, il Lycée Charles de Gaulle, che prende il nome dal presidente Charles de Gaulle. Diverse notevoli personalità africane, tra cui scrittori come Calixthe Beyala, hanno studiato a Bangui. Beyala studiò al Lycée des Rapides.

### Media
A Bangui sono pubblicati diversi periodici e tre quotidiani: E le Songo, primo giornale del paese, ha iniziato la pubblicazione nel 1986. Gli altri giornali principali sono Le novateur, Le Citoyen e L'Echo de Centrafrique. 
Le stazioni radio operanti a Bangui includono Centrafrique Radio, Radio Nehemie, Radio Naotre-Dame, Radio Voix de la paix, Radio Ndeke Luka, RFI, Radio Voik de la grazia, Radio FM Linga, Africa Number One, e Tropic FM. La BBC World Service è l'unica emittente inglese che viene trasmessa in città sul 90,2 FM, come tutti gli altri canali locali viene trasmessa sia in francese che in Sango. Nel 1998 iniziò le trasmissioni Radio-MINURCA rivolta alle forze di peacekeeping presenti nel paese, nel 2000 al termine della missione venne rinominata Radio Ndeke Luka.

## Geografia antropica
Il comune ha una superficie di 67 chilometri quadrati ed è la più piccola divisione amministrativa di secondo livello del paese e la più grande in termini di popolazione. 

### Suddivisioni amministrative
Bangui è comune autonomo (comune autonome) della Repubblica Centrafricana. La città è composta da 8 distretti urbani (arrondissement), 16 groupement e 205 quartieri (quartier).

## Amministrazione
La Corte penale internazionale ha aperto degli uffici a Bangui nell'ottobre 2007. L'Assemblea Nazionale della Repubblica Centrale africana, una Repubblica multipartitica, con sede a Bangui, è un organo legislativo unitario composto da 105 membri. A Bangui hanno sede i Ministeri del paese: dei servizi civili, del lavoro e della previdenza sociale; della comunicazione; della riconciliazione nazionale e della cultura democratica e civica; dell'economia e finanza; del Bilancio, Pianificazione e Cooperazione Internazionale; delle Infrastrutture e dei Trasporti, degli Esteri e francofona; dell'integrazione regionale; della Giustizia, i diritti umani e il buon governo; delle miniere e dell'energia e idraulica.

## Economia
A Bangui si producono tessuti, prodotti alimentari, birra, scarpe e sapone. La città è servita dall'aeroporto di Bangui, il Bangui M'Poko International Airport. La città è anche sede dell'Università di Bangui, inaugurata nel 1970. Bangui è stata teatro di intense attività ribelli durante i decenni di sconvolgimenti politici, compresa la ribellione in corso, per i quali è stata nominata nel 1996 una delle città più pericolose al mondo. La maggior parte delle istituzioni del paese hanno uffici a Bangui, comprese quelle francesi come l'Électricité de France (EDF).
Bangui è un centro commerciale e amministrativo. Durante la seconda guerra mondiale il paese è diventato più ricco, come l'aumento delle esportazioni di gomma, cotone, caffè, uranio e diamanti. Dopo la guerra, l'occupazione della popolazione locale nell'amministrazione del paese ha portato allo sviluppo delle infrastrutture del Paese, aumentando il commercio e rallentando il movimenti nazionalistici per l'indipendenza. Durante il regno di David Dacko, presidente dal 1960 al 1966, la produzione di diamanti è aumentata notevolmente. Questo è accaduto perché il monopolio delle società concessionarie francesi era scaduto e perché venne una legge permetteva a qualsiasi cittadino di scavare per cercare i diamanti. Dacko istituì una fabbrica per il taglio di diamanti a Bangui, che gli ha permesso di diventare il leader nell'esportazione di diamanti del paese. Alla fine del suo mandato di cinque anni, la corruzione dilagante e la scarsa disciplina finanziaria avevano provocato ritardi nel pagamento dei lavoratori con conseguenti disordini che scaturirono nella guerra civile. Bokassa prese il potere a causa di un golpe militare nel 1966.
Allo stesso tempo, Bangui divenne il centro chiave per l'attività sociale e culturale della regione, grazie alle nuove istituzioni che si stabilirono in città. Tuttavia, i disordini politici nel paese, la corruzione dilagante, e il regime dittatoriale del presidente Bokassa incentrato sulla città, hanno portato alla recessione nel 1970 a causa della caduta dei prezzi delle sue principali esportazioni. Questo impoverimento causato dal grave conflitto venne ulteriormente aggravato dall'afflusso di persone che migrarono come profughi dai paesi vicini in difficoltà. A Bangui la prima filiale di una banca è aperta nel 1946, quando la Banca dell'Africa orientale (BAO) ha istituito una succursale. I venditori arabi dominano il commercio della città, che era un importante luogo di mercato per l'avorio. Bangui produce tessili, prodotti alimentari, birra, scarpe e sapone. Le principali esportazioni sono il cotone, gomma, legno, caffè, e sisal. A causa del conflitto in corso, la disoccupazione nella città si aggira intorno 23% dal 2001. La prigione centrale di Ngaragba, il carcere nazionale per gli uomini, ha sede a Bangui. Nel 2007, la prigione Ngaragba aveva 476 detenuti, costretti in condizioni di grande disagio.

## Infrastrutture e trasporti
Bangui è un importante nodo dei trasporti della Repubblica Centrafricana. A partire dal 1999, otto strade collegavano la città con le altre città principali del Paese, del Camerun, del Ciad e del Sudan meridionale, di queste, solo le strade a pedaggio sono asfaltate. Durante la stagione delle piogge da luglio a ottobre, alcune strade sono impraticabili. La rete stradale della città parte dal Palazzo de la Republique.
Traghetti fluviali salpano dal porto fluviale da Bangui fino Brazzaville e Zongo. Il fiume è navigabile per gran parte dell'anno nel tratto tra Bangui e Brazzaville. Da Brazzaville, le merci sono poi trasportate lungo la ferrovia a Pointe-Noire, porto atlantico del Congo. Il porto fluviale gestisce la stragrande maggioranza del commercio internazionale del paese e ha una capacità di movimentazione del carico di 350 000 tonnellate, dispone banchine lunghe 350 metri e di 24 000 metri quadrati di spazio di immagazzinamento.
La prima pista di atterraggio a Bangui fu costruita tra il 1920-1925. Il Bangui M'Poko International Airport (codice aeroportuale IATA BGF) è situato a 7 km a nord della città vecchia, sul Viale dei Martiri tra Koudoukou Avenue e l'Università di Bangui, in 600 ettari dei terreni disboscati. Ci sono in programma dei progetti per collegare Bangui con la Ferrovia Transcamerunense.